# Store Austanbotntind
A Store Austanbotntind egy 2203 méter magas hegycsúcs Norvégiában, a Hurrungane-hegység nyugati részén, Sogn og Fjordane megyében Luster település közelében. A Store Austanbotntind csúcs a Jotunheimen Nemzeti parkban fekszik. Skjolden település a hegycsúcstól 12,5 kilométerre található.
A legközelebbi hegyek, mint például a Store Skagastølstinden, a Vetle Skagastølstind, és a Midtre Skagastølstind tőle északkeletre helyezkednek el.

## Nevének eredete
Nevének előtagja az Austanbotnen-völgyre utal, míg a -tind utótag hegycsúcsot jelöl. A store kifejezés jelentése "a nagy". A völgy nevében az austan előtag a "keleti" jelentéssel bír, míg a -botn utótag a völgy végét, alját jelöli. Tehát a Store Austanbotntind földrajzi név jelentése: "A nagy keleti völgy végi hegycsúcs".

## Fordítás
Ez a szócikk részben vagy egészben  a   Store Austanbotntind című angol Wikipédia-szócikk ezen változatának fordításán alapul.  Az eredeti cikk szerkesztőit annak laptörténete sorolja fel. Ez a jelzés csupán a megfogalmazás eredetét és a szerzői jogokat jelzi, nem szolgál a cikkben szereplő információk forrásmegjelöléseként.